# Martin Herrmann (Mundartdichter)
Martin Herrmann (* 14. Dezember 1899 in Freiberg; † 10. November 1975) war ein erzgebirgischer Mundartdichter.

## Leben
Der Sohn eines Schneiders besuchte ab 1906 die achtklassige Volksschule in seiner Geburtsstadt und wurde dort anschließend Lehrer. In seiner Freizeit schrieb er mehrere Lieder, Gedichte und Erzählungen in der Mundart des mittleren Erzgebirges.

## Werke (Auswahl)
- Lockenbaamle, Freiberg 1950
- Unnern Starnkastel, Ebersbach: Oberlausitzer Kunstverlag, 1953
- Der Bargmasschnitzer: Eine Biographie über Ernst Kaltofen. Ebersbach: Oberlausitzer Kunstverlag, 1957